# Woźny

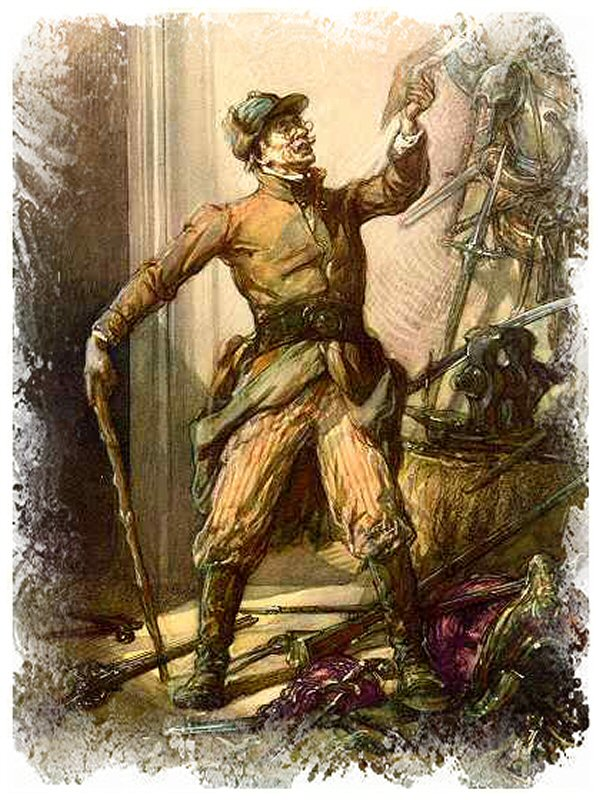
Protazy, ostatni na Litwie Woźny Trybunału:
Odmyka klamkę – pusto jak w zaklętym gmachu;
Dobywa pozew, czyta głośno oświadczenie.
(Adam Mickiewicz, Pan Tadeusz, księga VI: Zaścianek).

Woźny (łac. ministerialis) – pracownik sądowy (w Polsce; na Litwie i Ukrainie do końca XIX w.). 
Gdy upoważnienia woźnego rozciągały się na teren całego województwa, wówczas był on nazywany potocznie generałem (od łac. ministerialis generalis).
Nazwa ta używana była też w szkolnictwie, gdzie funkcjonowało równolegle określenie pedel (niem. Pedell, łac. bedellus), oraz w odniesieniu do pracowników teatralnych średniego szczebla odpowiedzialnych za aspekty techniczne funkcjonowania danej placówki.
Zadaniem woźnego sądowego było: rozwożenie i dostarczanie do wskazanej osoby korespondencji sądowej, np. pozwów, a w okresie I Rzeczypospolitej również ogłaszanie wyroków sądowych i intromisji.
Woźny w szkołach i na wyższych uczelniach dbał o przestrzeganie i zachowanie porządku gospodarczego i organizacyjnego na ich terenie.

## Historia urzędu woźnego
Z określeniem woźny, w znaczeniu urzędnika ziemskiego, odpowiedzialnego za ogłaszanie dekretów sądowych i wręczanie pozwów, spotykamy się już w dokumentach z XIII wieku. Zgodnie ze Statutem Kazimierza Wielkiego z 1347 roku, jedynie wojewodowie, jako przewodniczący sądownictwu ziemskiemu, mogli mianować woźnych.
Wprowadzenie woźnego w obowiązki odbywało się przez tzw. „postrzyganie”. W Wielkopolsce w XV w. zamiast woźnych czynności sądowe wykonywali „wrotni zamkowi”. Woźny sądowy pełnił rolę pośrednika między sądem i stronami oraz między samymi stronami. Do jego obowiązków należało m.in.: doręczanie pozwów, dokonywanie wizji w sprawach karnych i cywilnych, składanie sprawozdań sądowi z przeprowadzonych czynności, ściąganie zasądzonych należności karnych, udział w przeprowadzaniu egzekucji przy „wwiązaniu w dobra”, zapewnianie bezpieczeństwa i porządku podczas rozpraw, dokonywanie aresztowań i odpowiedzialność za areszt, udział w obdukcjach w przypadku zranień i zabójstw. Z uwagi na dokonywane przez siebie czynności nazywany był „posłem prawa”. Aż do 1766 r. mógł nie być szlachcicem.

## Woźny w literaturze pięknej
Portret woźnego, jako przedstawiciela drobnej szlachty litewskiej, ukazany został przez Adama Mickiewicza w poemacie Pan Tadeusz. W przypisach do dzieła możemy się również zapoznać z definicją urzędu woźnego napisaną przez autora poematu:

Woźny albo jenerał, wybrany uchwałą trybunalską lub sądową ze szlachty osiadłéj, roznosił pozwy, ogłaszał intromissye, robił wizye, przywoływał aktoraty etc. Pospolicie drobna szlachta urząd ten sprawowała.

## Znani woźni fikcyjni
- Argus Filch – woźny w Hogwarcie
- Protazy – „ostatni w Litwie Woźny trybunału”, jeden z bohaterów Pana Tadeusza Adama Mickiewicza
- Woźny (teatralny) Turecki – jedna z postaci charakterystycznych kabaretu telewizyjnego Olgi Lipińskiej Kurtyna w górę grana przez Janusza Gajosa
- Pan Józef – woźny szkolny, jeden z bohaterów serialu telewizyjnego Gruby (w reżyserii Wojciecha Fiwka), grany przez Stanisława Milskiego
- Pan Kropa – woźny szkoły w Wilczkowie z powieści Edmunda Niziurskiego Księga urwisów
- Woźny „Kochasiu” – woźny szkoły mieszczącej się na przedmieściach Łodzi z powieści Hanny Ożogowskiej Tajemnica zielonej pieczęci